# タリスマン (バンド)
タリスマン（Talisman）は、スウェーデン出身のハードロック・バンド。
イングヴェイ・マルムスティーン率いる「ライジング・フォース」の元メンバーを主体に結成。15年以上の活動実績を誇ったが、主宰するマルセル・ヤコブの死去により、事実上活動を終了した。

## 概要・略歴

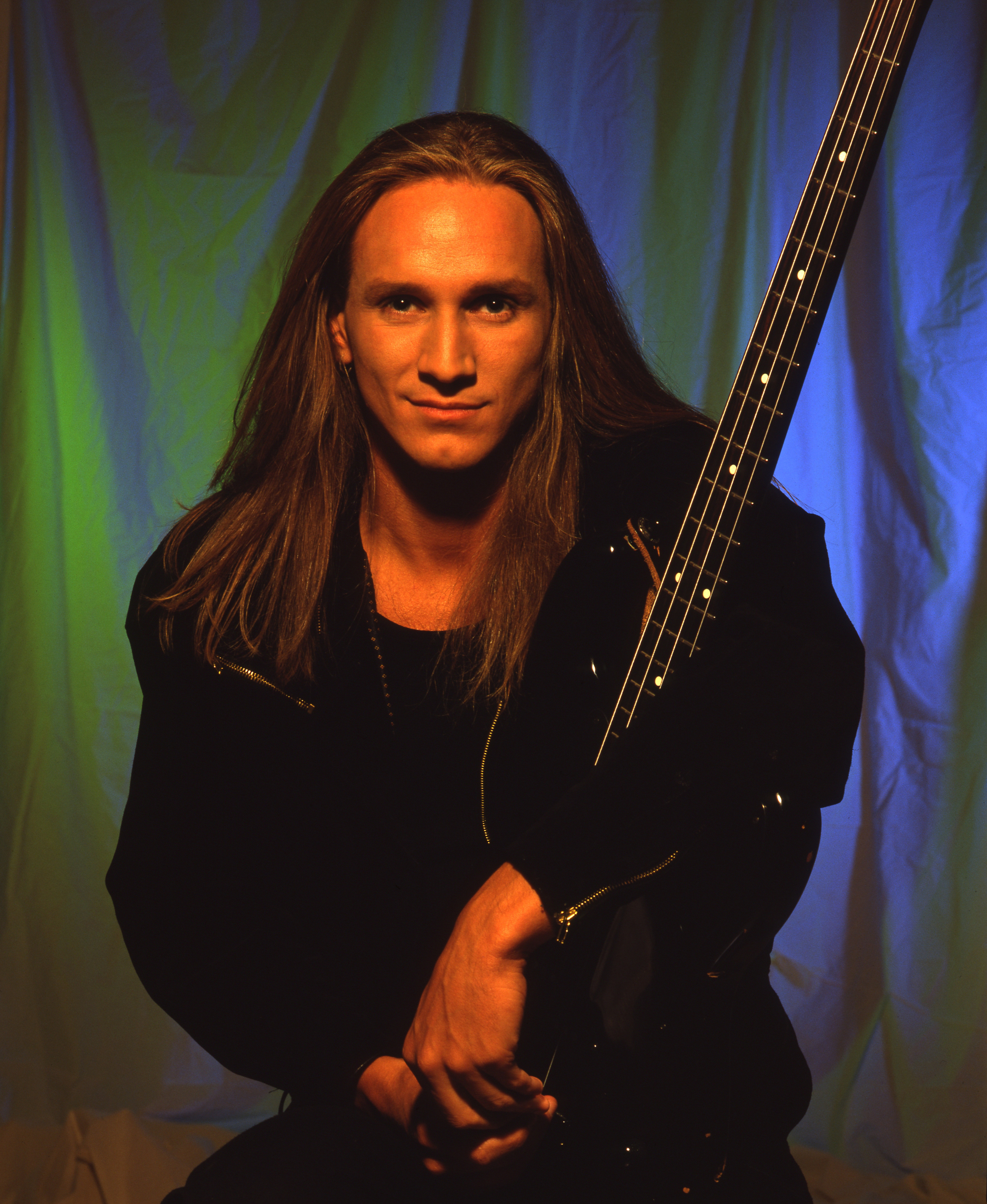
創設者マルセル・ヤコブ(B)

スウェーデンのロック・ミュージシャン、マルセル・ヤコブがソロ作品制作のため、「イングヴェイ・マルムスティーンズ・ライジング・フォース」時代の僚友であるアメリカ人のジェフ・スコット・ソートらを招聘。ファースト・アルバム『タリスマン』を発表すると同時に、プロジェクトを開始。
1993年、セカンド・アルバム『ジェネシス』発表と前後して基本的なメンバー構成（ヤコブ、ソート、ジェイミー・ボーガー、フレドリック・オーケソンの4名）が固まり、バンド活動に発展する。同年に初来日公演を開催。
ジェフ・スコット・ソートとのスケジュールを調整しながら、コンスタントに作品を発表していたが、主宰するマルセル・ヤコブの健康悪化のため2007年に活動停止。その後2010年のデビュー20周年にアルバム・リリースを目指して、2009年頃から制作に入る計画もあったが、同年7月21日にヤコブが自殺。これにより、バンドの再始動は事実上消滅した。
2014年6月6日に開催された「スウェーデン・ロック・フェスティバル」では、ソートやポントス・ノルグレンを含む旧メンバー（フレドリック・オーケソンはスケジュールの都合により不参加）と、ヤコブの代役であるヨハン・ニーマン（元セリオン）により、ヤコブに捧げられた1回限りの再結成ライブが行われた。

## 歴代メンバー
- マルセル・ヤコブ (Marcel Jacob) - ベース (1989年−2007年) RIP.2009年
- ジェフ・スコット・ソート (Jeff Scott Soto) - ボーカル (1989年−2007年、2014年)
- ヨラン・エドマン (Göran Edman) - ボーカル (1989年)
- クリストファー・スタール (Christopher Ståhl) - ギター (1989年)
- マッツ・リンドフォルス (Mats Lindfors) - ギター (1989年−1990年)
- ピーター・ハーマンソン (Peter Hermansson) - ドラムス (1989年−1990年)
- マッツ・オラウソン (Mats Olausson) - キーボード (1989年−1990年)
- ジェイソン・ビーラー (Jason Bieler) - ギター (1990年−1992年)
- ヤコブ・サミュエル (Jakob Samuel) -ドラムス (1990年−1993年)
- トーマス・ヴィクストロム (Thomas Vikström) - キーボード (1990年−1992年)
- フレドリック・オーケソン (Fredrik Åkesson) - ギター (1992年−1993年、1994年−1995年、2002年−2003年、2003年−2007年)
- ユリー・グロー (Julie Greaux) - キーボード (1992年−1994年)
- ジェイミー・ボーガー (Jamie Borger) - ドラムス (1993年−2007年、2014年)
- ロニー・ラハティ (Ronni Lahti) - ギター (1994年)
- トーマス・アルストランド (Thomas Ahlstrand) - キーボード (1994年−2007年、2014年)
- ポントス・ノルグレン (Pontus Norgren) - ギター (1995年−2002年、2014年)
- ハウイー・サイモン (Howie Simon) - ギター (2003年)
- ヨハン・ニーマン - (Johan Niemann) - ベース (2014年)

## ディスコグラフィ

### スタジオ・アルバム
- 『タリスマン』 - Talisman (1990年)
- 『ジェネシス』 - Genesis (1993年)
- 『ヒューマニマル』 - Humanimal (1994年)
- 『ヒューマニマル・パート2』 - Humanimal Part 2 (1994年)
- 『ライフ』 - Life (1995年)
- 『トゥルース』 - Truth (1998年)
- 『キャッツ・アンド・ドッグス』 - Cats and Dogs (2003年）
- 『7』 - 7 (2006年)

### ライブ・アルバム
- 『ファイブ・アウト・オブ・ファイブ-ライブ・イン・ジャパン-』 - Five out of Five (Live in Japan) (1994年)
- Live at Sweden Rock Festival (2001年)
- Five Men Live (2005年) ※2003年録音

### コンピレーション・アルバム
- 『ベスト・オブ・タリスマン』 - Best Of... (1996年) ※ヨラン・エドマン参加曲など未発表曲を含む
- 『ベステリアス』 - BESTerious (1996年) ※日本のみ
- Vaults (2015年) ※デモ及びセッション音源集

### 映像作品
- The World's Best Kept Secret (2005年)